# Павелкин, Михаил Иванович
Михаил Иванович Павелкин (14 сентября 1900 года, село Алексеевское, Алексеевская волость, Казанская губерния, ныне посёлок городского типа, Алексеевский район, Республика Татарстан — 15 мая 1955 года, Киев) — советский военный деятель, Генерал-лейтенант танковых войск (1945 год).

## Начальная биография
Михаил Иванович Павелкин родился 14 сентября 1900 года в селе Алексеевское Алексеевской волости Казанской губернии, ныне посёлок городского типа Алексеевского района республики Татарстан.
Во время Гражданской войны работал заведующим военным отделом Алексеевского волостного исполкома Казанской губернии.
В 1919 году вступил в ряды РКП(б).

## Военная служба

### Довоенное время
В августе 1920 года был призван в ряды РККА, после чего был направлен на должность помощника военного комиссара ветеринарного лазарета конупраформа в Таганроге.
С марта 1921 года служил в 1-й трудовой бригаде Донецкой трудовой армии на должностях начальника политпросветотделения политотдела бригады и помощника военкома 1-го и 3-го трудовых полков. В марте 1922 года был назначен на должность политрука роты 453-го Замоскворецкого полка, преобразованного в 151-й Замоскворецкий полк (51-я стрелковая дивизия).
В августе 1922 года был направлен на учёбу на отделение военных комиссаров Высшей школы комсостава, по окончании которого с марта 1923 года назначался на должности секретаря бюро ВКП(б) 15-го и 13-го кавалерийских полков (3-я Бессарабская дивизия, Украинский военный округ), а в октябре 1927 года — на должность военкома 12-го автобронетанкового дивизиона (2-й кавалерийский корпус).
В ноябре 1930 года был направлен на учёбу на Ленинградские бронетанковые курсы усовершенствования командного состава, после окончания которых с мая 1931 года исполнял должность помощника по строевой части 1-го автобронедивизиона Кавказской Краснознаменной армии.
В декабре 1931 года был назначен на должность руководителя по моторизации Бакинской пехотной школы им. Орджоникидзе, в июне 1932 года — на должность командира 33-го танкового батальона и начальника лагерного сбора автобронетанковых войск Кавказской Краснознамённой армии, а в июле 1933 года — на должность командира и комиссара 36-го танкового батальона (6-я Забайкальская дивизия, ОКДВА).
В феврале 1936 года Павелкин был направлен на курсы при Военной академии механизации и моторизации РККА, которые закончил в январе 1937 года.
В сентябре 1937 года был назначен на должность командира 8-й легкотанковой бригады (20-й танковый корпус), находясь на которой, принимал участие в боевых действиях на Халхин-Голе, за отличие в ходе которых был награждён орденом Красного Знамени и орденом Красного Знамени (МНР).
В 1939 году окончил курсы усовершенствования начальствующего состава автобронетанковых войск.
В ноябре 1940 года был назначен на должность заместителя командира 5-го механизированного корпуса, в марте 1941 года — на должность командира 29-го механизированного корпуса, в мае — на должность начальника автобронетанкового управления Дальневосточного фронта, а в начале июня — на должность начальника автобронетанкового управления Закавказского военного округа.

### Великая Отечественная война
В апреле 1942 года Михаил Иванович Павелкин был назначен на должность начальник Горьковского автобронетанкового центра, в июне — на должность командира 16-го танкового корпуса, который участвовал в ходе Воронежско-Ворошиловградской оборонительной операции и Сталинградской битве.
В октябре 1942 года был назначен на должность начальника Молотовского автобронетанкового учебного центра, в июне 1943 года — на должность заместителя по формированию командующего Костеровским военным танковым лагерем, в сентябре 1944 года — на должность командующего Харьковским танковым военным лагерем, а в январе 1945 года — на должность командующего бронетанковыми и механизированными войсками 3-го Украинского фронта. Принимал участие в ходе Будапештской и Венской операциях.

### Послевоенная карьера
В июне 1945 года Михаил Иванович Павелкин был назначен на должность заместителя командующего бронетанковыми и механизированными войсками Южной группы войск.
В марте 1947 года был направлен на учёбу на высшие академические курсы при Высшей военной академии имени К. Е. Ворошилова, по окончании которых в июне 1948 года был назначен на должность командующего бронетанковыми и механизированными войсками Киевского военного округа, а в феврале 1951 года — на должность старшего военного советника командующего бронетанковыми и механизированными войсками Чехословацкой армии.
Генерал-лейтенант Михаил Иванович Павелкин в январе 1955 года вышел в отставку. Умер 15 мая 1955 года в Киеве.

## Воинские звания
- Майор (февраль 1936 года);
- Полковник (декабрь 1938 года);
- Комбриг (29 октября 1939 года);
- Генерал-майор танковых войск (4 июня 1940 года);
- Генерал-лейтенант танковых войск (19 апреля 1945 года).

## Награды

### СССР
- Орден Ленина (1945);
- Три ордена Красного Знамени (1939, 1944, 1950);
- Орден Суворова 2 степени (28.04.1945);
- Орден Кутузова 2 степени (27.09.1944);
- Орден Отечественной войны 2 степени (15.12.1943);
- Медали;

Приказы (благодарности) Верховного Главнокомандующего в которых отмечен Павелкин М. И.
- За отражение атак танковых дивизий немцев юго-западнее Будапешта, переход в наступление, разгром танковой группы немцев и продвижение вперед на 70 километров и овладение городами Секешфехервар, Мор, Зирез, Веспрем, Эньинг. 24 марта 1945 года. № 306
- За овладение городами Папа и Девечер — крупными уздами дорог и сильными опорными пунктами обороны немцев, прикрывающими пути к границам Австрии. 26 марта 1945 года. № 311
- За овладение городами Чорно и Шарвар — важными узлами железных дорог и сильными опорными пунктами обороны немцев, прикрывающими пути к границам Австрии. 28 марта 1945 года. № 314
- За овладение городами и важными узлами дорог Сомбатель, Капувар, Кесег и выход на австрийскую границу. 29 марта 1945 года. № 316
- За овладение городами Залаэгерсег и Кестель, Надьбайом, Бегене, Марцали и Надьятад — сильными опорными пунктами обороны немцев, прикрывающими нефтяной район Надьканижа. 30 марта 1945 года. № 320
- За овладение городами Вашвар, Керменд, Сентготтард — важными опорными пунктами обороны немцев на реке Раба и, южнее озера Балатон, войска болгарской армии с боем заняли город Чурго. 31 марта 1945 года. № 322
- За овладение городом Шопрон — крупным железнодорожным узлом и важным опорным пунктом обороны немцев на подступах к Вене. 1 апреля 1945 года. № 324
- За овладение на территории Австрии промышленным городом и крупным железнодорожным узлом Винер-Нойштадт и городами Эйзенштадт, Неункирхен, Глоггнитц — важными опорными пунктами обороны немцев на подступах к Вене. 3 апреля 1945 года. № 328
- За овладение столицей Австрии городом Вена — стратегически важным узлом обороны немцев, прикрывающим пути к южным районам Германии. 13 апреля 1945 года. № 334
- За овладение на территории Австрии городом Санкт-Пёльтен — важным узлом дорог и сильным опорным пунктом обороны немцев на реке Трайзен. 15 апреля 1945 года. № 336

### Иностранные награды
- Орден Красного Знамени (Монгольская народная республика) (1939).
- Орден «За военные заслуги»

## Память
- В п.г.т. Алексеевское (Республика Татарстан) в честь М. И. Павелкина названа улица.
- На могиле установлен надгробный памятник.
- Имя воина увековечено в Главном Храме Вооружённых сил России, и навсегда запечатлено на мемориале «Дорога памяти» [2]